# Eupithecia altaicata
Eupithecia altaicata är en fjärilsart som beskrevs av Achille Guenée 1858. Eupithecia altaicata ingår i släktet Eupithecia och familjen mätare. Inga underarter finns listade i Catalogue of Life.